# Margny (Ardennes)
Margny település Franciaországban, Ardennes megyében. Lakosainak száma 210 fő (2022. január 1.). Margny Herbeuval, Sapogne-sur-Marche és Breux községekkel határos.

## Népesség
A település népességének változása:
| Lakosok száma | 212  | 164  | 143  | 176  | 169  | 172  | 192  | 207  | 213  | 210  |
|               | 1968 | 1982 | 1990 | 2006 | 2013 | 2015 | 2017 | 2019 | 2020 | 2022 |